# Конер, Вильгельм
Вильгельм Конер (нем. Wilhelm David Koner; 1817—1887) — немецкий археолог, географ и библиограф, библиотекарь Берлинского университета.

## Биография
Вильгельм Конер изучал классическую филологию, философию и археологию в Берлинском университете имени Гумбольдта в Берлине. Среди его учителей были Август Бёк, Карл Ранке, Франц Риттер, Теодор Панофка, Эрнст Тёлкен, Фредерик Герхард. В 1843 году Конер защитил докторскую диссертацию по теме раскопок античного города Тегеи. В 1844 году поступил на работу в Берлинскую государственную библиотеку. В 1850 году 3 месяца жил в Лондоне, каталогизировал коллекцию монет из частной коллекции. 29 января 1862 года ему присвоили звание профессора. В 1874 году назначен главным библиотекарем университета, и под его руководством в 1877 году она отделилась от университета, став отдельным учреждением.
За время работы Конера число томов в библиотеке выросло до 15 тысяч экземпляров за счёт подарков, покупок частных библиотек. В 1890 году, на третий год после его смерти число выросло до 137 тысяч.
Вильгельм Конер был членом Берлинского географического общества, немецкого африканского общества, Австрийского географического общества (с 1878 года).
В 1885 был награждён серебряной медалью Карла Риттера. 24 июля 1886 года Конер стал членом немецкого общества естествоиспытателей «Леопольдина».
В 1868 был членом первой немецкой арктической экспедиции, которая открыла острова Bastianøyane, остров Konerøya в проливе Хинлопена в архипелаге Шпицберген. Остров Konerøya назван в честь Конера.

## Избранные труды
| Название на рус. | Оригинал | Год  | Место  |
| --- | --- | ---- | ------ |
| «Каталог публикаций за 1800—1850-х годы по истории и дополнительные эссе». (2 вып.)                                                                         | Repertorium über die vom Jahr 1800 bis zum Jahr 1850 auf dem Gebiet der Geschichte und ihrer Hilfswissenschaften erschienenen Aufsatze | 1854 | Берлин |
| «Жизнь древних греков и римлян». (6 иллюстр. изд., переработанное Энгельманном, Берлин, 1893; в сотрудничестве с Эрнстом Гулем; переведено на многие языки) | Das Leben der Griechen und Römer | 1862 | Берлин |
| «Роль немцев в освоении и изучении Африки» | Der Anteil der Deutschen an der Entdeckung und Erforschung Afrikas                                                                     | 1874 | Берлин |

С 1861 Конер издавал сначала «Газету по общей географии» (Zeitschrift für allgemeine Erdkunde), затем «Газету географического общества Берлина» («Zeitschrift der Gesellschaft für Erdkunde zu Berlin»), для которого ежегодно составлял библиографические обзоры.